# Maxmett
Maxmett je nekadašnji zagrebački ženski rock i heavy metal sastav s početka 1990-ih.
Sastav je snimio jedini album Mačke vole grebati. U suradnji s gitaristom Divljih jagoda Seadom Lipovačom, obrađuju tri pjesme sastava Divlje jagode: "Motori" te "Moja si" (obrada: "Tvoja sam") i "Kako si topla i mila" (obrada: "Ti baš ti") koje imaju drugačiji naziv i stihove. Sastav je nastupao
uživo bez uporabe playbacka.
Za kompilaciju domoljubnih pjesama Rock za Hrvatsku N°2, snimaju pjesmu "Ovo je moja zemlja".

## Diskografija
- 1991. - Mačke vole grebati

## Vanjske poveznice
- Discogs